# Tabanus sierrensis
Tabanus sierrensis är en tvåvingeart som beskrevs av Burger, Bermudez och Bermudez 1987. Tabanus sierrensis ingår i släktet Tabanus och familjen bromsar. Inga underarter finns listade i Catalogue of Life.